# Louis Risacher
Pour les articles homonymes, voir Risacher.
Le sous-lieutenant Louis Risacher, né le 16 juillet 1894 à Paris 2e et mort le 10 juin 1986 à Levallois-Perret, était un as de l'aviation française durant la Première Guerre mondiale, crédité de cinq victoires aériennes. Il fut la dernière personne à voir l'avion de Georges Guynemer avant sa disparition.

## Distinctions
- Chevalier de la Légion d'honneur (le 1er septembre 1918)
- Officier de la Légion d'honneur
- Commandeur de la Légion d'honneur
- Croix de guerre 1914-1918 avec 4 palmes et 1 étoile de bronze
- Croix de guerre 1939-1945